# Saint Lawrenceleden
| Saint Lawrenceleden (Saint Lawrence Seaway, Voie Maritime du Saint-Laurent) kanalsystem                                                             |
| --- |
| Karta över ledens utsträckning. - Land – Kanada, USA - Sträckning – Montréal (Québec)–Port Colborne (Ontario) - Byggande – 1954–59 - Längd – 600 km |

Saint Lawrenceleden (engelska: Saint Lawrence Seaway, franska: Voie Maritime du Saint-Laurent) är ett kanalsystem i Kanada och USA. Leden sträcker sig mellan Montréal och Eriesjön, över Saint Lawrencefloden och Ontariosjön till Eriesjön. Den togs i bruk 1959.

## Beskrivning
Leden består av en följd av slussar, kanaler och flodsträckor längs med Saint Lawrencefloden. Den sträcker sig från Montréal, dit större fartyg kan ta sig uppför den dittills breda och navigerbara floden, till Ontariosjöns utlopp i floden 306 km längre uppströms. I leden räknas även Wellandkanalen, sträckan längs med Niagarafloden mellan Ontariosjön och Eriesjön. Därutöver finns slussar mellan Huronsjön och Övre sjön (Sault Locks, Soo Locks), och hela systemet går på engelska under namnet Great Lakes and Saint Lawrence Seaway ('Stora sjöarna- och Saint Lawrence-leden').

### Slussar
Längs med Saint Lawrenceleden finns ett antal slussar. Dessa är räknat från nordöst:
1. Saint-Lambert (eng. Saint Lambert)
2. Côte-Sainte-Catherine (Cote Sainte Catherine)
3. Beauharnois inférieure (Lower Beauharnois)
4. Beauharnois supérieure (Upper Beauharnois)
5. Snell (längs med Wiley-Donero-kanalen)
6. Eisenhower (-"-)
7. Iroquois (fra. Canal d'Iroquois)

8–15. Welland Canal (åtta slussar)

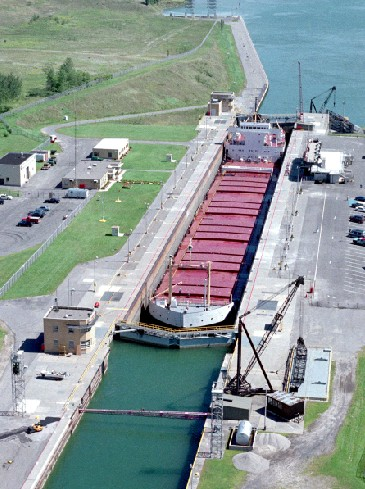
Eisenhower-slussen i Massena i delstaten New York.

Av ovanstående slussar ligger nummer 5 och 6 på USA-sidan, medan övriga är belägna i Kanada. Dessa ligger alla på den kanadensiska sidan av Niagarafloden.
Slussarna längs med Saint Lawrenceleden mäter var och en 233,5 meters längd, 24,4 meters bredd och 9,1 meters höjd. Varje sluss kan fyllas med cirka 91 miljoner liter vatten på 7–10 minuter, och passagen förbi en sluss tar i genomsnitt 45 minuter. De största fartygen som tillåts gå genom slussarna är på 225,5 meters längd, 23,77 meters bredd samt med 8,08 meters djupgående och 35,5 meters höjd ovan vattenytan.

## Historik
Staden Montréal grundlades på en ö vid Ottawaflodens utlopp i Saint Lawrencefloden. På grund av den forsrika sträckan mellan Montréal och Ontariosjön (75 meters höjdskillnad) kunde större fartyg fram till 1959 inte ta sig längre uppför floden. Detta gjorde Montréal till en viktig knutpunkt och omlastningsplats mellan sjö- och tågtransport. Därutöver hindrade Niagarafallen effektivt fartygstrafiken mellan Ontariosjön och Eriesjön (totalt 100 meters nivåskillnad mellan sjöarna).
Genom historien har flera försök gjorts att bygga en kanal Ontario- och Eriesjön. Det första gjordes, och den nuvarande kanalversionen – Wellandkanalen – öppnades 1932. Under 1950-talet gjordes kanalen djupare, och en ny upprustning slutfördes 1973.
Saint Lawrenceleden öppnades för trafik 1959. Fram till 2016 har drygt 2,5 miljarder ton gods fraktats genom vattensystemet, mellan USA eller Kanada och ett femtiotal andra länder. En fjärdedel av det sammanlagda tonnaget är destinerat till hamnar på andra sidan Atlanten.

## Betydelse och administration
Kanalsystemet tillåter stora fartyg att färdas mellan Övre sjön (Lake Superior) och Atlanten, via Huronsjön, Eriesjön och Ontariosjön. Även Michigansjön kan nås från Atlanten via Saint Lawrenceleden. Slussarnas storlek är 225 × 24 × 9 meter (Kielkanalen, i en jämförelse, medger fartyg på 235 × 32,5 × 9,5 meter).
USA och Kanada har transportmyndigheter med särskilt uppdrag att hantera trafiken utefter Saint Lawrenceleden. I USA heter denna Saint Lawrence Seaway Development Corporation (SLSDC), medan motsvarande i Kanada bär namnet Saint Lawrence Seaway Authority of Canada.